# 日本語に由来する日本国外の地名一覧

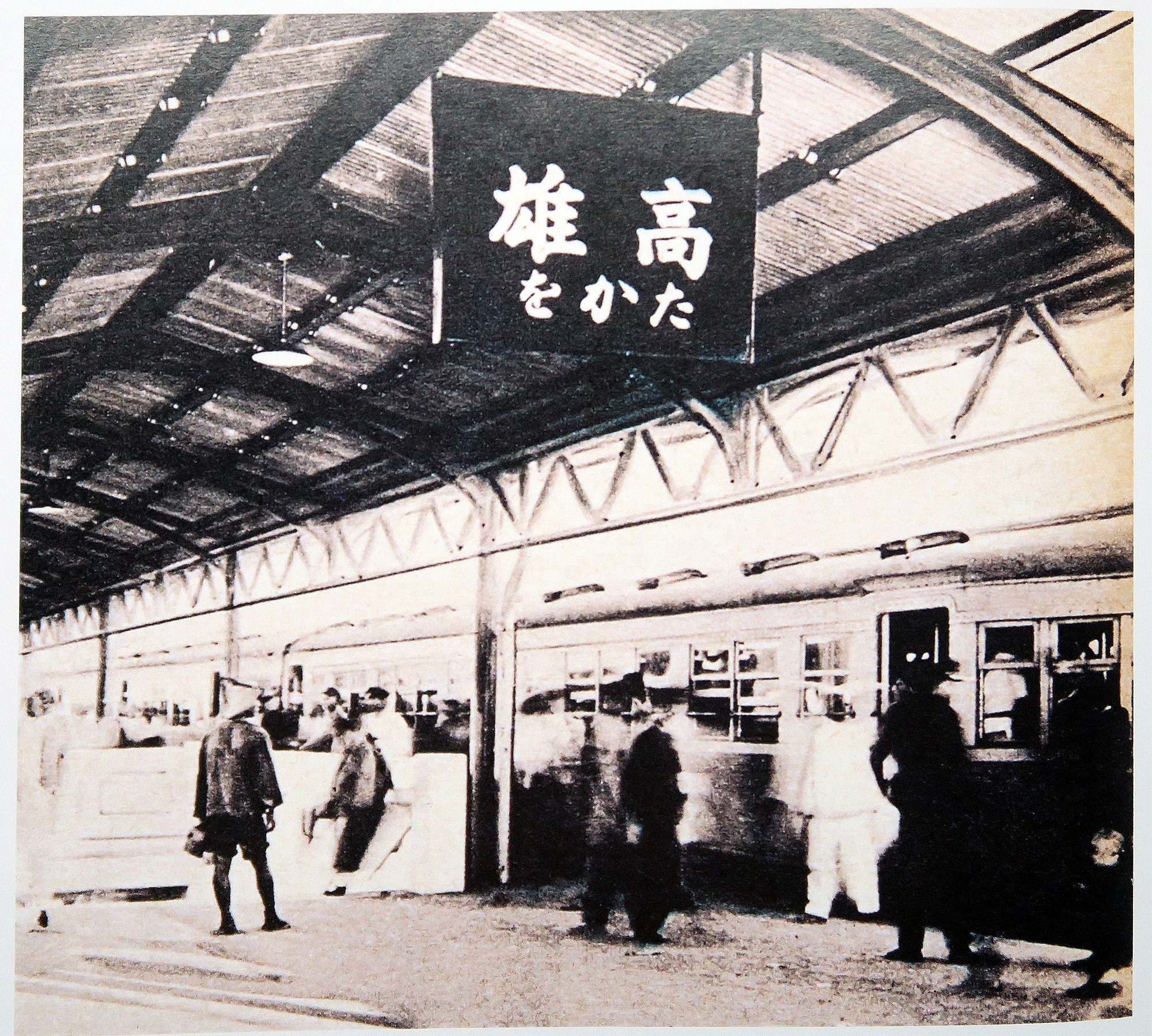
1941年頃の高雄駅

日本語に由来する日本国外の地名一覧（にほんごにゆらいするにほんこくがいのちめいいちらん）では、日本国外に存在する日本語が由来となった地名を列挙する。その多くは旧外地、とりわけ台湾に集中している。なお、千島列島およびサハリンにおいて、日本統治下にアイヌ語から採用され、ソ連占領後も改称されずに残る地名については含めない。

## 台湾

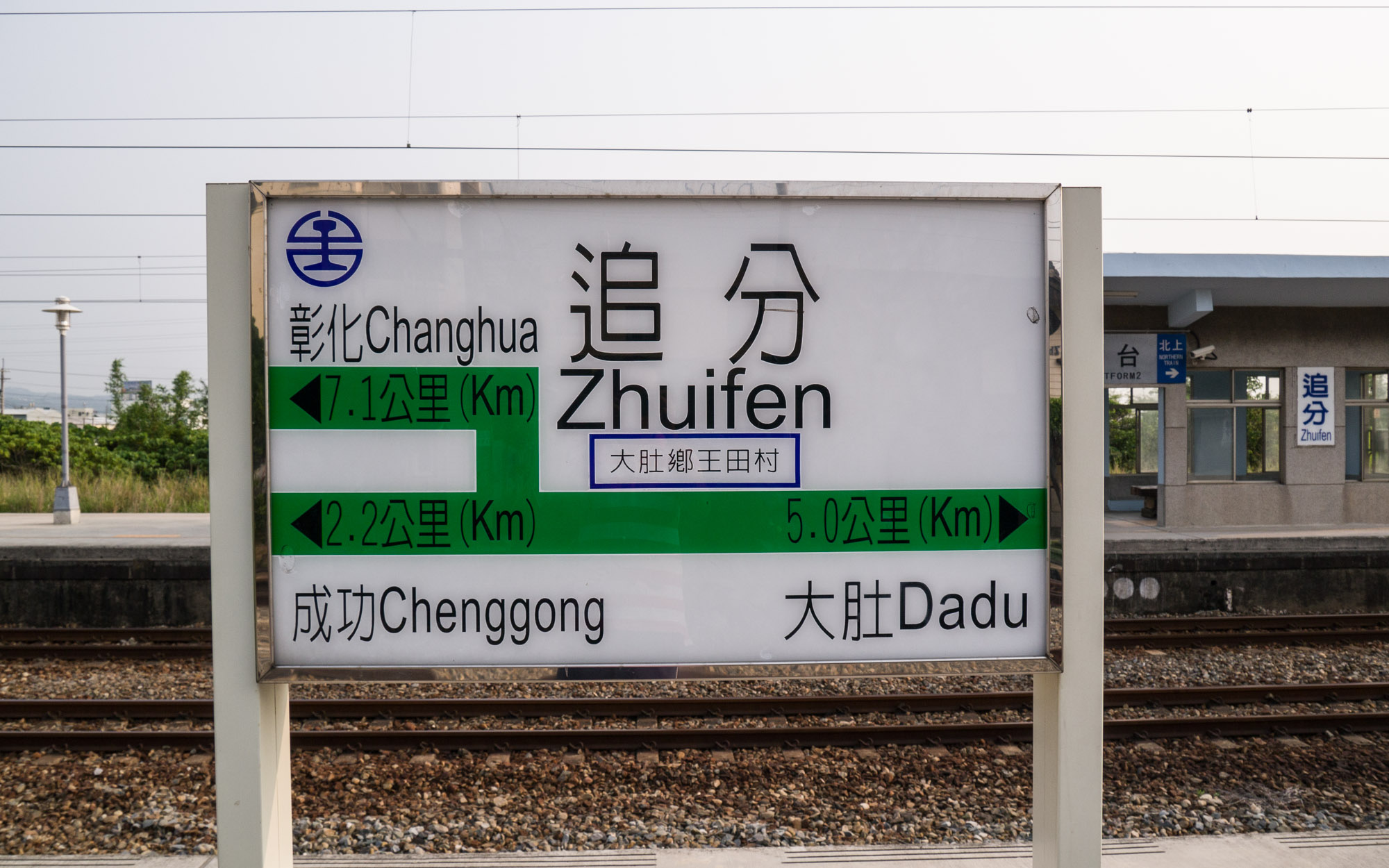
追分駅（2014年）

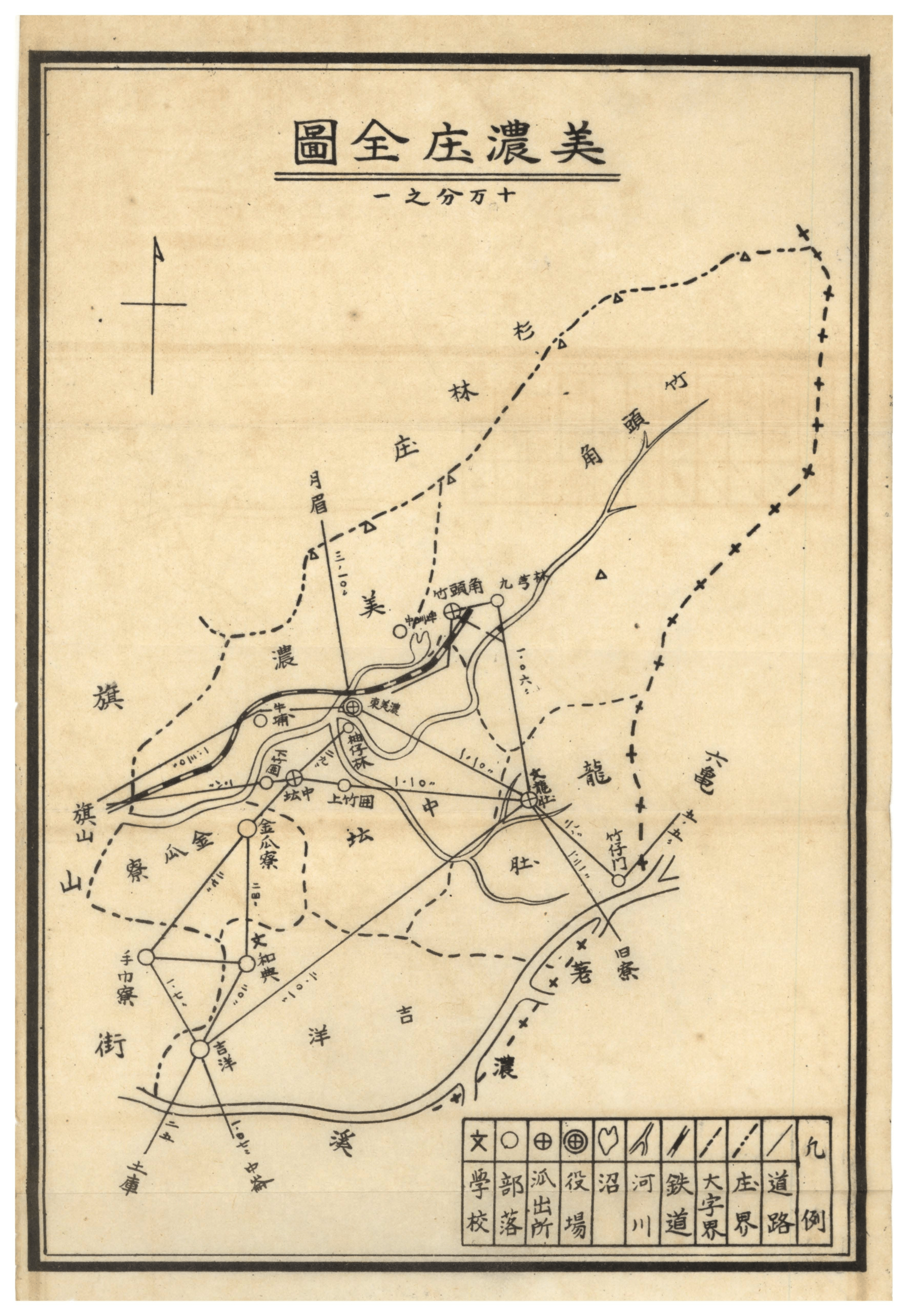
美濃庄の地図（1938年）

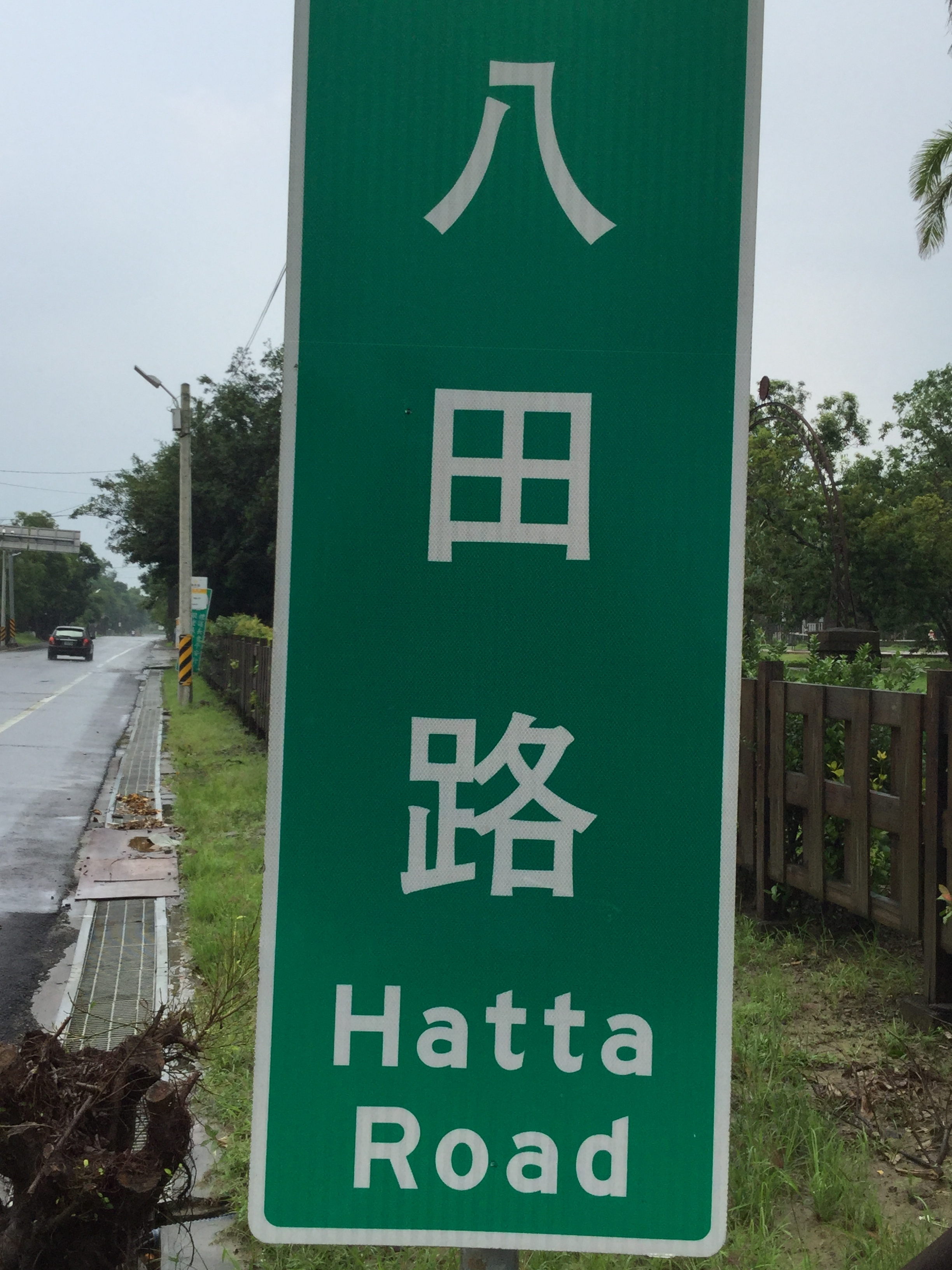
八田路

台湾に存在する日本語由来の地名は、日本人入植者らが命名したもののほか、日本統治時代の1920年（大正9年）10月に実施された地方制度改正（行政区域の再編）の際に「内地風」に命名・改称され、中華民国統治開始後も発音だけ中国語に改められて残ったものが多い。都市中心部の日本語町名は中華民国統治開始後まもなく「台湾省各県市街道名称改正辨法」によってほぼ一掃されたが、永楽市場（←永楽町）や新富市場（←新富町）のように施設名などにその名を残すものもある。
- 新たに命名したもの
  - 西門町（台北市）
  - 松山区[1]（同上）
  - 豊原区[1]（台中市）
  - 清水区[1]（同上）
  - 追分駅[2]（同上）
  - 白河区[1]（台南市）
  - 竹山鎮[1]（南投県）
  - 岡山区[1]（高雄市）
  - 寿山（同上） - 現在は「柴山」という呼称も。摂政宮（のちの昭和天皇）の台湾行啓時にこの地で滞在したことから。
    - 寿山駅

  - 宝来温泉（同上）
  - 竹田郷（屏東県）
  - 長浜郷[3]（台東県）
  - 池上郷[3]（同上）
  - 朝日温泉（同上） - 日本統治時代の表記は旭温泉。
  - 佐久間山（中国語版）（花蓮県） - 第5代台湾総督佐久間左馬太にちなむ。
  - 寿峠（屏東・台東県境）
  - 森永村（中国語版）（台東県） - 日本統治時代に森永製菓の農場があったことに由来する。

- 元の地名の要素を一部取り入れたもの
  - （枋橋→）板橋区[1]（新北市）
  - （金包里→）金山区（同上）
  - （亀崙→）亀山区[3]（桃園市）
  - （田中央→）田中鎮（彰化県）
  - （龍目井→）龍井区[3]（台中市）
  - （石崗仔→）石岡区（同上）
  - （竹頭崎→）竹崎郷[3]（嘉義県）
  - （鳥松脚→）鳥松区[3]（高雄市）
  - （璞石閣→）玉里鎮（花蓮県）
  - （鹿寮→）鹿野郷[3]（台東県）

- 日本人が発音すると近音になる別の漢字に変えたもの
  - （艋舺→）万華区（台北市）
  - （三角湧→）三峡区（新北市）
  - （鹹菜甕→）関西鎮[1]（新竹県）
  - （茄苳脚→）花壇郷（彰化県）
  - （湳仔→）名間郷（南投県）
  - （木屐寮→）木履寮駅（嘉義県）
  - （犁園寮→）梨園寮駅（同上）
  - （噍吧哖→）玉井区[1]（台南市）
  - （打貓→）民雄郷[1]（嘉義市）
  - （打狗→）高雄市[1]
  - （援剿→）燕巣区[1]（高雄市）
  - （瀰濃→）美濃区（同上）
  - （蚊蟀→）満州郷[1]（屏東県） - 近隣の琉球郷を意識した命名。
  - （Kasuvongan→）春日郷（同上）
  - （茄苳脚→）佳冬郷[1]（同上）- 近隣の恒春鎮を意識した命名。
  - （太奥魯安→荳蘭→）田浦駅 (花蓮県)

- 日本語に意訳したもの
  - （水返脚→）汐止区[1]（新北市）
  - （大坵園→）大園区[3]（桃園市）
  - （大庄→）大村郷[3]（彰化県）
  - （査畝営→）柳営区[1]（台南市） - 誤訳の可能性が指摘されている。
  - （水堀頭→）水上郷（嘉義県）
  - （港仔墘→）小港区[1]（高雄市）
  - （羌仔寮→）鹿谷郷[1]（南投県）

- その他
  - 瑞穂郷[4]（花蓮県） - 「水尾」という地名を訓読みにした上で近音の瑞祥地名にしたもの。
  - 哈瑪星（高雄市） - 日本人が使っていた通称地名「濱線（はません）」が台湾語に音訳されて定着したもの。
  - 鉄道街（同上） - 台鉄捷運化によって高雄市内の鉄道が地下化されたあと、2021年に沿線の住居番号が変更された。しかし、長年使ってきた住所が突然変更され、「鉄道街」の中国語発音が縁起が悪いと住民の改名抗議運動が起きている。中国語では、鉄道のことは通常「鉄路」を使う。
  - 寿豊郷（花蓮県） - 日本人移民集落の豊田村と林田村が存在し、合わせて寿村と命名されていた地区。戦後、「寿」と豊田の「豊」から現在の地名が合成された。

- 人名
  - 八田路（台南市官田区） - 烏山頭ダムの技師八田與一の功績を称えるために命名された。
  - 湯徳章紀念公園（台南市中西区） - 日台混血の元警察官、弁護士で二二八事件の犠牲者坂井徳章（台湾名：湯徳章）の功績を称えるために元の民生緑園から改称された。造成時は「児玉公園」（児玉源太郎にちなむ）という計画だったが当時の元号により「大正公園」として開園している。
  - 小笠原山（中国語版）（嘉義県阿里山郷） - 阿里山山脈開発時にこの地を最初に踏破した日本人技師小笠原富次郎に由来。

## 朝鮮半島

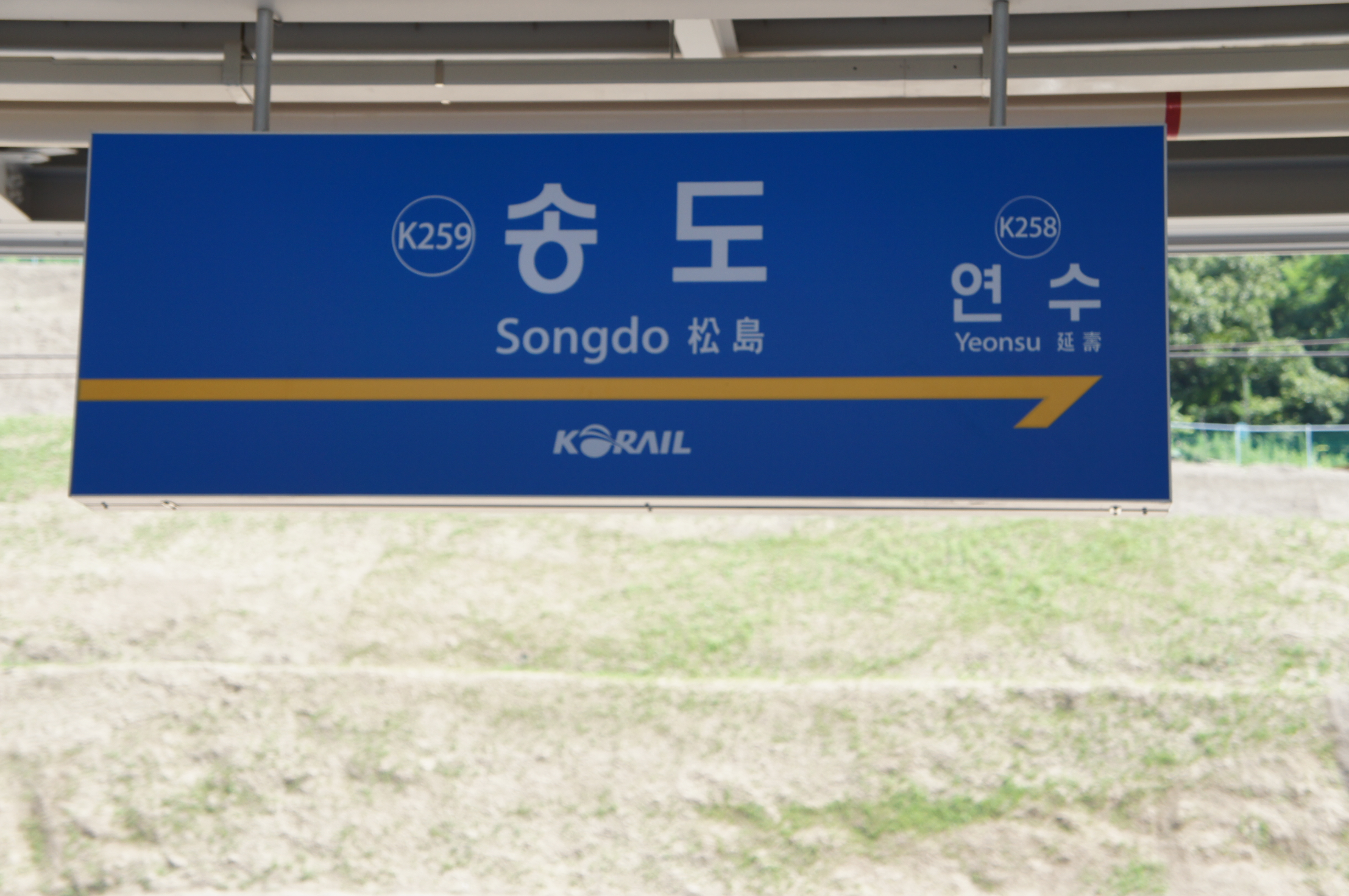
松島駅（2012年）

内地風に命名・改称された地名はほとんど残っていないが、日本統治時代、固有語の地名が漢字語化されたり（大田広域市など）、由来を無視して平易な漢字に改められたり（江原道楊口郡亀岩里→九岩里など）した例は各地にある。中央日報によれば、鳳凰山と呼ばれていた山をニワトリに格下げした例（大田広域市の鶏足山）や、住民の気を弱めるために「龍」の字を除いた例（慶尚北道青松郡の周王山の滝）などもあるという（「創地改名」参照）。
- 松島洞（朝鮮語版）・松島新都市（仁川広域市） -  防護巡洋艦松島に由来。仁川には他にも日本の軍艦や海軍提督にちなむ町名が40か所あったが、松島は行楽地名として住民から親しまれていたため、改称されずに残った[7]。
- 蔚崎灯台（朝鮮語版）（蔚山広域市） -  韓国併合前の1904年に日本海軍が命名したもので、岬に「崎」の漢字を当てるのは朝鮮語にはない用法[7]。現在は同音異字の「蔚氣」に変更されている。

## 南極
1912年（明治45年）1月16日、白瀬矗が南極上陸を果たした際に上陸地点を「開南湾」と命名したのを皮切りに、南極には日本に関係した地名がいくつか存在する。
- 開南湾 - 白瀬の命名。開南丸にちなむ。
- 大和雪原 - 白瀬の命名。国際的には認知されていない。
- 大隈湾 - 白瀬の命名。大隈重信にちなむ。
- 白瀬海岸・白瀬氷河・白瀬堆（英語版） - 白瀬にちなむ。
- やまと山脈 - 国際的には「クイーン・ファビオラ山脈」と呼ぶのが主流。やまと山脈西方にはやまと氷河（英語版）と命名された氷河がある。
- 福島岳 - やまと山脈の最高峰。南極で遭難死した地球物理学者の福島紳にちなむ。
- 永田山 - 永田武にちなむ。
- みずほ高原 - 国際的には認知されていない。
- 宗谷海岸 - 調査船宗谷にちなむ。

## その他
- 千倉岳（幌筵島） - ソ連占領後も「チクラチキ山」と呼ばれている。
- 天皇海山群 - 明治海山など、12の海山が歴代天皇にちなんだ名称を持つ。日本史に関心のあったロバート・シンクレア・ディーツによる命名。
- 廈門高崎国際空港 - この地を占領した日本によって建設。
- ミカーワ（アメリカ合衆国テキサス州ヒューストン） - 前川真平にちなむ。
- リトル・トーキョー（アメリカ合衆国カリフォルニア州ロサンゼルス）
- マンゾウ・ナガノ山（カナダブリティッシュコロンビア州） - 永野万蔵にちなむ。
- オキナワ移住地（ボリビアサンタクルス県）
- ジャルディン・ジャポン（ブラジルサンパウロ州サンパウロ） - 「日本庭園」の名を持つ地区。地区内の通りは日本の地名にちなんで命名されている。
- バゴ・オシロ（フィリピンミンダナオ島ダバオ） - 大城孝蔵にちなむ[8]。
- バンザイクリフ（北マリアナ諸島サイパン島）
- Via Daijiro Kato/加藤大治郎通り（エミリア＝ロマーニャ州リミニ県ミザーノ・アドリアーティコ） - ミサノ・ワールド・サーキット・マルコ・シモンチェリの入場道路名。二輪ライダーの加藤大治郎にちなむ（北緯43度57分38.9秒 東経12度41分14.1秒 / 北緯43.960806度 東経12.687250度）。
- ミカド (サスカチュワン州) - 帝のこと。明治天皇を指す。
- トウゴウ (サスカチュワン州) - 東郷平八郎に由来。
- クロキ (サスカチュワン州) - 黒木為楨に由来。
  - いずれも日本が日露戦争において勝利したことを称えてウクライナ系[9]移民が名付けた[要出典]。
- 日向礁 - 軍艦日向が接触したことで発見された暗礁。中国では現在でも日向礁と呼ぶ。
- サツマ（アラバマ州）-九州から持ち帰った温州みかんを移植栽培に由来。